# Imljani
Imljani é uma vila do município Kneževo (Skender-Vakuf, Bósnia e Herzegovina.
Segundo o relatório do censo de 2013, havia 920 habitantes.

## População
| Grupo étnico  | 2013. | 1991. | 1981  | 1971. | 1961. |
| Sérvios       |       | 1.549 | 2.044 | 2.052 | 1.834 |
| Montenegrinos |       |       | 13    | 5     |       |
| Iugoslavos    |       | 3     | 2     |       |       |
| Bósnios       |       | 3     | 1     |       |       |
| Croatas       |       | 1     | 6     | 5     | 1     |
| Macedônios    |       |       |       |       | 1     |
| Remanescente  |       | 5     | 2     | 3     | 1     |
| Total         | 920   | 1.561 | 2.068 | 2.065 | 1.837 |